# Megarididae
Megarididae McAtee & Malloch, 1928, è una famiglia di insetti Pentatomomorfi dell'ordine Rhynchota Heteroptera, superfamiglia Pentatomoidea.

## Descrizione
Sono insetti di piccole dimensioni. Il mesoscutello è grande e ricopre quasi completamente l'addome e le emielitre.

## Sistematica e diffusione
La posizione sistematica di questa famiglia è controversa. L'inquadramento al rango di famiglia fa capo alla revisione di SCHUH & SLATER (1995) . Secondo altre fonti il raggruppamento sarebbe una sottofamiglia dei Pentatomidae o dei Thyreocoridae, quest'ultima in realtà portata al rango di sottofamiglia nello schema tassonomico di SCHUH & SLATER.